# ناخاسا
ناخاسا (به اسپانیایی: Najasa) یک منطقهٔ مسکونی در کوبا است که در استان کاماگوئی واقع شده‌است. ناخاسا ۸۸۵٫۳۲ کیلومتر مربع مساحت و ۱۵٬۸۱۶ نفر جمعیت دارد و ۱۰۰ متر بالاتر از سطح دریا واقع شده‌است.